# Swatragh
Swatragh är en ort i Storbritannien.   Den ligger i distriktet Mid Ulster och riksdelen Nordirland, i den västra delen av landet, 600 km nordväst om huvudstaden London. Swatragh ligger 86 meter över havet och antalet invånare är 535.
Terrängen runt Swatragh är platt österut, men västerut är den kuperad. Terrängen runt Swatragh sluttar österut. Runt Swatragh är det ganska tätbefolkat, med 83 invånare per kvadratkilometer. Närmaste större samhälle är Maghera, 6,2 km söder om Swatragh. Trakten runt Swatragh består i huvudsak av gräsmarker.